# アメニティ21
アメニティ21（アメニティトゥエンティワン）は、長野県松本市深志に本社を置くタクシー会社。また、中部国際空港への乗合タクシーを運行しているほか、同空港近くに営業所も設置している。タクシー事業での名称は「ひまわりタクシー」である。

## 営業所
- 本社営業所 長野県松本市深志2丁目9番1号
- 常滑営業所 愛知県常滑市古道50番地1

## 乗合タクシー運行区間
- 松本市内～中部国際空港